# 1932
- Wikisource

| Calendário gregoriano                                                        | 1932 MCMXXXII                       |
| Ab urbe condita                                                              | 2685                                |
| Calendário arménio                                                           | 1381 – 1382                         |
| Calendário bahá'í                                                            | 88 – 89                             |
| Calendário budista                                                           | 2476                                |
| Calendário chinês                                                            | 4628 – 4629 Início a 6 de fevereiro |
| Calendário copta                                                             | 1648 – 1649                         |
| Calendário etíope                                                            | 1924 – 1925                         |
| Calendários hindus - Vikram Samvat - Calendário nacional indiano - Cáli Iuga | 1987 – 1988 1853 – 1854 5032 – 5033 |
| Calendário Holoceno                                                          | 11932                               |
| Calendário islâmico                                                          | 1351 – 1352                         |
| Calendário judaico                                                           | 5692 – 5693 Início a 1 de outubro   |
| Calendário persa                                                             | 1310 – 1311 Início a 21 de março    |
| Calendário rúnico                                                            | 2182                                |
| Calendário solar tailandês                                                   | 2475                                |

1932 (MCMXXXII, na numeração romana) foi um ano bissexto, de 366 dias, do Calendário Gregoriano, as suas letras dominicais foram C e B, teve 52 semanas, início a uma sexta-feira e terminou a um sábado. Segundo o horóscopo chinês, foi o ano do Macaco, começando a 6 de fevereiro.
| Ano completo                          |
| ------------------------------------- |
| Ano bissexto com início à sexta-feira |

## Eventos

### Janeiro
- 25 de janeiro - Grande comício na Praça da Sé, marca a agitação pública em São Paulo que levará a Revolução Constitucionalista de 1932.

### Fevereiro
- 17 de fevereiro - O Partido Republicano Paulista e o Partido Democrático formam a "Frente Única por São Paulo Unido" exigindo do Governo Federal a troca do interventor paulista.[1]
- 24 de fevereiro - É promulgado o Código Eleitoral brasileiro e criado o Tribunal Superior Eleitoral (TSE). As mulheres brasileiras conquistaram o direito de votar. O voto secreto é introduzido.

### Março
- 1º de março - O civil e paulista Pedro de Toledo é nomeado interventor de São Paulo, mas a maior parte de seu secretariado é mantido pelos tenentes.

### Maio
- Maio - Getúlio Vargas convoca eleições para formar a Assembleia Constituinte para 3 de Maio de 1933.
- 23 de maio - Durante visita do Ministro da Fazenda Osvaldo Aranha a São Paulo, manifestações e protestos ocorrem pela cidade e quatro jovens estudantes morrem a tiros durante tentativa de invasão à Legião Revolucionária, que congregava os tenentes e seus simpatizantes.

### Julho
- 9 de julho - Deflagrada a Revolução, com a tomada das guarnições do Exército em São Paulo e início dos 87 dias de guerra contra a União.[2]

### Outubro
- 2 de outubro - Assinada em Cruzeiro (São Paulo), a rendição dos paulistas, finalizando a revolução.
- 7 de outubro - Fundada a Ação Integralista Brasileira, por Plínio Salgado.

### Novembro
- 6 de novembro - Ocorreram na Alemanha as últimas eleições em todo o território alemão até o ano de 1990.
- 8 de novembro - O candidato do Partido Democrata, Franklin Delano Roosevelt foi eleito presidente com 22.821.857 votos.

## Nascimentos
- 5 de janeiro - Umberto Eco, escritor, filósofo e semiólogo italiano (m. 2016).
- 24 de fevereiro - Michel Legrand, maestro, ator, cantor, compositor, pianista, arranjador musical, músico de jazz, roteirista e compositor de bandas sonoras francês. (m.2019)
- 26 de fevereiro - Johnny Cash, músico compositor, escritor, diretor e ator dos Estados Unidos (m.2003).
- 6 de março - Marc Bazin, presidente interino do Haiti de 1992 a 1993 e primeiro-ministro de 1992 a 1993 (m. 2010).[3]
- 12 de abril - Waldo Vieira, médico e pesquisador parapsíquico brasileiro, propositor da Conscienciologia e da Projeciologia (m. 2015).
- 19 de abril - Fernando Botero, pintor e escultor colombiano (m. 2023).
- 20 de Abril - Rosa Lobato de Faria, atriz e escritora portuguesa (m. 2010)
- 26 de abril - Agildo Ribeiro, ator e humorista brasileiro (m. 2018).
- 6 de julho - Phyllida Law, atriz britânica
- 23 de agosto - Houari Boumédiène, presidente da Argélia de 1965 a 1978 (m. 1978)
- 24 de outubro
  - Rosamaria Murtinho, atriz brasileira.
  - Ziraldo, cartunista brasileiro (m. 2024).
- 28 de outubro - Spyros Kyprianou, presidente de Chipre de 1977 a 1988 (m. 2002)
- 4 de novembro - Thomas Klestil, foi um político austríaco e presidente da Áustria de 1992 a 2004 (m. 2004).[4]
- 29 de novembro - Jacques Chirac, primeiro-ministro da França de 1974 a 1976 e de 1986 a 1988 e presidente da França de 1995 a 2002. (m. 2019)
- 4 de dezembro - Roh Tae-woo, presidente da Coreia do Sul de 1988 a 1993. (m. 2021)
- 25 de dezembro - Mabel King, atriz e cantora americana (m. 1999).

## Mortes
- 29 de abril - José Félix Uriburu, presidente da Argentina de 1930 a 1932 (n. 1868).
- 7 de maio - Paul Doumer, presidente da França de 1931 a 1932 (n. 1857).
- 16 de junho - Felipe Segundo Guzmán, presidente da Bolívia de 1925 a 1926 (n. 1879).
- 2 de julho - D.Manuel II, último Rei de Portugal. (n. 1889).
- 23 de julho - Alberto Santos Dumont - inventor da aeronave
- 20 de setembro - Francisco Carvajal, presidente do México em 1914 (n. 1870).
- 13 de novembro - Francisco Lagos Cházaro, presidente interino do México em 1915 (n. 1878).
- 17 de novembro - Evelyn Preer, atriz americana (n. 1896).

## Por tema
- 1932 na arte
- 1932 no Brasil
- 1932 no carnaval
- 1932 na ciência
- 1932 no cinema
- 1932 no desporto
- 1932 no jornalismo
- 1932 na literatura
- 1932 na música
- 1932 na política
- 1932 no teatro
- 1932 na televisão

## Prêmio Nobel
- Física - Werner Karl Heisenberg.[5]
- Química - Irving Langmuir.[6]
- Medicina - Sir Charles Scott Sherrington,[7] Edgar Douglas Adrian.[7]
- Literatura - John Galsworthy.[8]
- Paz - não atribuído

## Epacta e idade da Lua
| Epacta gregoriana | 22 (XXII) |
| Idade da Lua      | Letra C   |